# Еберхард X фон Ербах
Еберхард X фон Ербах (на немски: Eberhard X von Erbach; * пр. 1388; † 1418) е наследствен шенк на Ербах в Ербах.

## Произход
Той е вторият син на шенк Хайнрих I фон Ербах, господар на Михелщат (* пр. 1333; † 16 февруари 1387), и съпругата му Анна фон Ербах-Ербах (* пр. 1363; † 29/30 ноември 1375), дъщеря на шенк Конрад V фон Ербах-Ербах (* ок. 1335; † 1381) и първата му съпруга Кунигунда фон Брукен († 13 септември 1357). Брат е на свещеник Филип фон Ербах († сл. 1390), Хайнрих, каноник във Вюрцбург († 30 август 1403?)/13 август 1404) и на Еберхард, каноник в Майнц (1420), Страсбург (1429) и Шпайер (1430), († 14 октомври 1441).

## Фамилия
Еберхард X се жени през 1390 г. за Мария фон Бикенбах († 19 август 1397), дъщеря на Дитрих I фон Бикенбах, господар на Хоенберг († 24 август 1403) и Агнес фон Изенбург-Бюдинген (* ок. 1383; † 1404), дъщеря на Хайнрих II фон Изенбург-Бюдинген. Те имат децата:
- Дитрих Шенк фон Ербах (* 1390; † 6 май 1459), архиепископ на Майнц (1434 – 1459)
- Йохан († 1404)
- Дитер († 5 декември 1437), каноник във Вюрцбург (1413) и Майнц (1420)
- Хайнрих († сл. 1418), комтур на Тевтонския орден
- Ото Шенк фон Ербах (* ок. 1422; † 28 март 1468), женен на 10 май 1440 г. за Амели фон Вертхайм, дъщеря на граф Михаел I фон Вертхайм († 1440)
- Йохан III фон Ербах († 8 февруари 1458), женен за Маргарета фон Ербах († 20 май 1448), дъщеря на Конрад VII фон Ербах († 1423)
- Герхард († 1451)
- Филип (* пр. 1435; † 13 декември 1467), бенедиктанец и княжески абат на манастир Вайсенбург (Висамбур) в Елзас
- Констанца († 1442, Майнц)
- Маргарета (* пр. 1439; † 1461)
- Аделхайд († 18 септември 1457)